# Amy Wadge
Amy Victoria Wadge (Backwell, 22 dicembre 1975) è una cantautrice britannica.

## Biografia
Cresciuta ascoltando Elton John, Joni Mitchell e James Taylor, Amy Wadge ha iniziato a scrivere canzoni all'età di 9 anni sul pianoforte ed ha firmato il suo primo contratto all’età di 14 anni. Ha scritto numerosi brani con Ed Sheeran, che ha intitolato un suo EP del 2010 Songs I Wrote with Amy. I due hanno scritto anche il singolo Thinking Out Loud, che le ha conferito il suo primo Grammy Award nella categoria Canzone dell'anno. Tra i suoi crediti da autrice figurano anche Galway Girl, Consequences e Underdog.
Ha vinto due premi ai Welsh Music Awards nel 2002 e nel 2003 e due riconoscimenti dall'ASCAP nel 2016. Wadge ha scritto e registrato le canzoni in lingua inglese della colonna sonora della serie Keeping Faith; il brano Faith's Song ha segnato il suo primo ingresso nella Official Singles Chart da interprete, alla 74ª posizione.

## Discografia

### Album in studio
- 2002 – The Famous Hour
- 2003 – Open
- 2004 – Wog
- 2006 – No Sudden Moves
- 2007 – Tougher Than Love
- 2009 – Bump
- 2009 – Acoustig
- 2011 – Rivers Apart
- 2012 – Afterglow
- 2016 – Amy Wadge

### Singoli
- 2000 – Saddest Eyes
- 2003 – Just in Time
- 2005 – USA? Oes Angen Mwy...
- 2006 – A Design For Life
- 2009 – SXSW
- 2009 – Hold Me
- 2016 – No Use Crying Over Spilt Milk